# Julius Richard Petri
Pour les articles homonymes, voir Petri.
Julius Richard Petri, né le 31 mai 1852 à Barmen, en province de Rhénanie, et mort le 20 décembre 1921 à Zeitz sous la  République de Weimar, est un bactériologiste allemand et l'inventeur du dispositif qui porte son nom, la boîte de Petri.

## Biographie
Petri étudie de 1871 à 1875 à l'Académie Kaiser-Wilhelm pour les médecins militaires (en allemand : Kaiser-Wilhelm-Akademie für das militärärztliche Bildungswesen) où il devient membre du Pépinière-Corps (de) Suevo-Borussia en 1872 et reçoit son diplôme de médecine en 1876. Il continue ensuite ses études à l'hôpital de la Charité de Berlin et est en service actif en tant que médecin militaire jusqu'en 1882, continuant par la suite comme réserviste. 
Petri est assigné de 1877 à 1879 à l'Office impérial de la santé (en allemand : Kaiserliches Gesundheitsamt) à Berlin, où il devient un assistant de Robert Koch (1843-1910). Il travaille ensuite de 1882 à 1885 au sanatorium Göbersdorf pour les patients atteints aux poumons, avec Hermann Brehmer (1826-1889), avant de rejoindre le laboratoire bactériologique de Koch en 1886,. Sur le conseil d'Angelina Hesse, l'épouse née à New York d'un autre assistant, Walther Hesse, le laboratoire Koch commence à cultiver les bactéries dans des assiettes agar. 

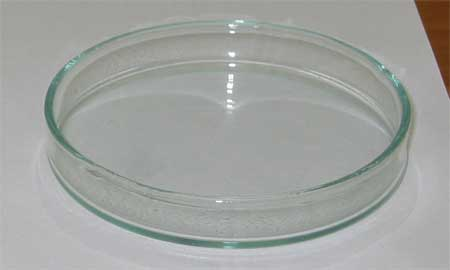
Boîte de Petri

Petri invente alors la boîte de culture standard, ou boîte de Petri, et développe par la suite la technique de la culture agar pour purifier ou cloner des colonies bactériennes dérivées de cellules simples. La boîte de Petri est un dispositif qui est beaucoup utilisé en biologie (microbiologie) pour la culture de micro-organismes et de cellules. On l'utilise aussi en médecine pour les prélèvements bactériologiques.
Petri prend vers 1900 la direction de l'hôpital Brehmerschen de Görbersdorf pendant trois ans. Pour des raisons de santé, il serait retourné à Berlin en 1904.